# Kamenska
Kamenska (1857-től 1900-ig és 1953-tól 1981-ig Kamensko) falu Horvátországban Pozsega-Szlavónia megyében. Közigazgatásilag Bresztováchoz tartozik.

## Fekvése
Pozsegától légvonalban 20, közúton 23 km-re, községközpontjától légvonalban 15, közúton 17 km-re északnyugatra, Szlavónia középső részén, a Papuk és a Psunj-hegység határán, a Pakrácot Pozsegával összekötő 38-es számú főút és a Szalatnokról Pozsegára menő 68-as számú főút kereszteződésében, az Orljava és a Brzaja-patakok összefolyásánál fekszik.

## Története
A 18. század végén keletkezett a pakráci uradalom területén a Pozsegáról Pakrácra, illetve Szalatnokra menő utak elágazásánál. Az első katonai felmérés térképén még nem található. Lipszky János 1808-ban Budán kiadott repertóriumában „Kamenszko” néven allódiumként szerepel. Nagy Lajos 1829-ben kiadott művében „Kamenszko” néven a praediumok között találjuk. Kisebb major volt itt vendéglővel és bolt is működött az átutazók számára. Később útmenti őrállomást és erdészházat építettek ide. 1857-ben 19, 1910-ben 78 lakosa volt. 1910-ben a népszámlálás adatai szerint lakosságának 49%-a horvát, 13%-a cseh, 12%-a szerb, 12%-a szlovén, 9%-a magyar anyanyelvű volt. Pozsega vármegye Pakráci járásának része volt. Az első világháború után 1918-ban az új szerb-horvát-szlovén állam, majd később (1929-ben) Jugoszlávia része lett. 1991-ben lakosságának 93%-a szerb nemzetiségű volt. A délszláv háború során 1991 októberének elején foglalták el a JNA banjalukai hadtestének csapatai. A horvát hadsereg egységei az Orkan ’91 hadművelet során 1991. december 26-án foglalták vissza. A szerb lakosság elmenekült. 2011-ben már nem volt állandó lakossága.

## Lakossága
| Lakosság változása | Lakosság változása | Lakosság változása | Lakosság változása | Lakosság változása | Lakosság változása | Lakosság változása | Lakosság változása | Lakosság változása | Lakosság változása | Lakosság változása | Lakosság változása | Lakosság változása | Lakosság változása | Lakosság változása | Lakosság változása |
| ------------------ | ------------------ | ------------------ | ------------------ | ------------------ | ------------------ | ------------------ | ------------------ | ------------------ | ------------------ | ------------------ | ------------------ | ------------------ | ------------------ | ------------------ | ------------------ |
| 1857               | 1869               | 1880               | 1890               | 1900               | 1910               | 1921               | 1931               | 1948               | 1953               | 1961               | 1971               | 1981               | 1991               | 2001               | 2011               |
| 19                 | 46                 | 62                 | 106                | 46                 | 78                 | 23                 | 35                 | 18                 | 33                 | 76                 | 65                 | 47                 | 40                 | 1                  | 0                  |

## Nevezetességei
A falu határában második világháborús partizánemlékmű állt, melyet 1957 és 1968 között építettek „Szlavónia népének forradalmi győzelme” emlékére. A forradalmi lángot ábrázoló szobor rozsdamentes acélból készült, Vojin Bakić szerb nemzetiségű horvát szobrászművész alkotása volt. 1968. november 9-én személyesen avatta fel Josip Broz Tito jugoszláv elnök. Az emlékművet a délszláv háború idején 1992 februárjában a falut visszafoglaló horvát katonák felrobbantották.